# Pädagogische Universität Yunnan
Die Pädagogische Universität Yunnan (chinesisch 雲南師範大學 / 云南师范大学, Pinyin Yúnnán Shīfàn Dàxué, englisch Yunnan Normal University, kurz YNNU) ist eine Pädagogische Hochschule in der Hauptstadt Kunming der südwestchinesischen Provinz Yunnan.
Die ehemalige Stätte der Vereinigten Südwest-Universität befindet sich auf ihrem Campus und steht seit 2006 auf der Liste der Denkmäler der Volksrepublik China (6-1062).